# Tithoniae Catenae
La Tithoniae Catenae è una formazione geologica della superficie di Marte.